# Bonniers Litterära Magasin

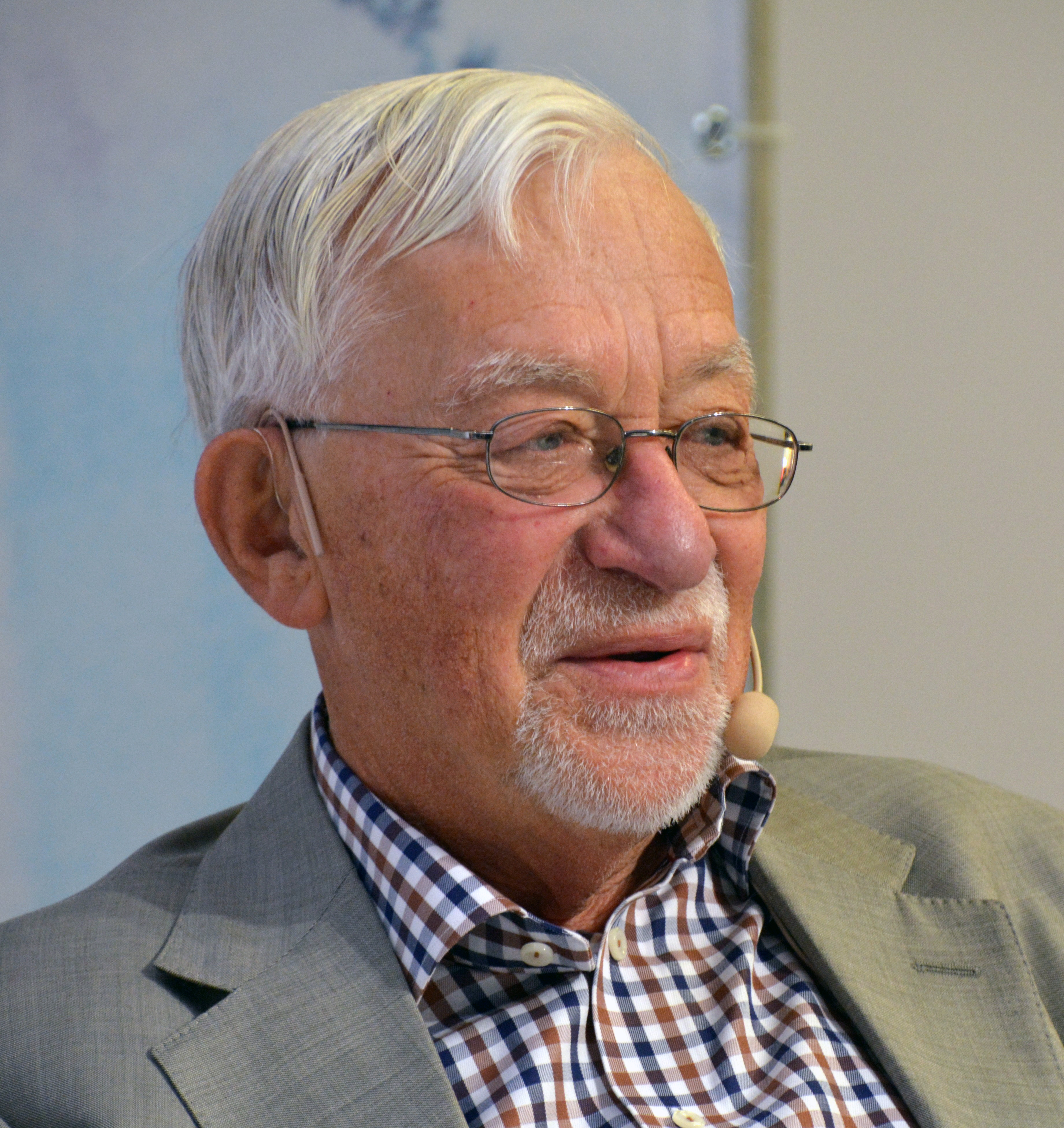
Lars Gustafsson, redactor 1962-1972

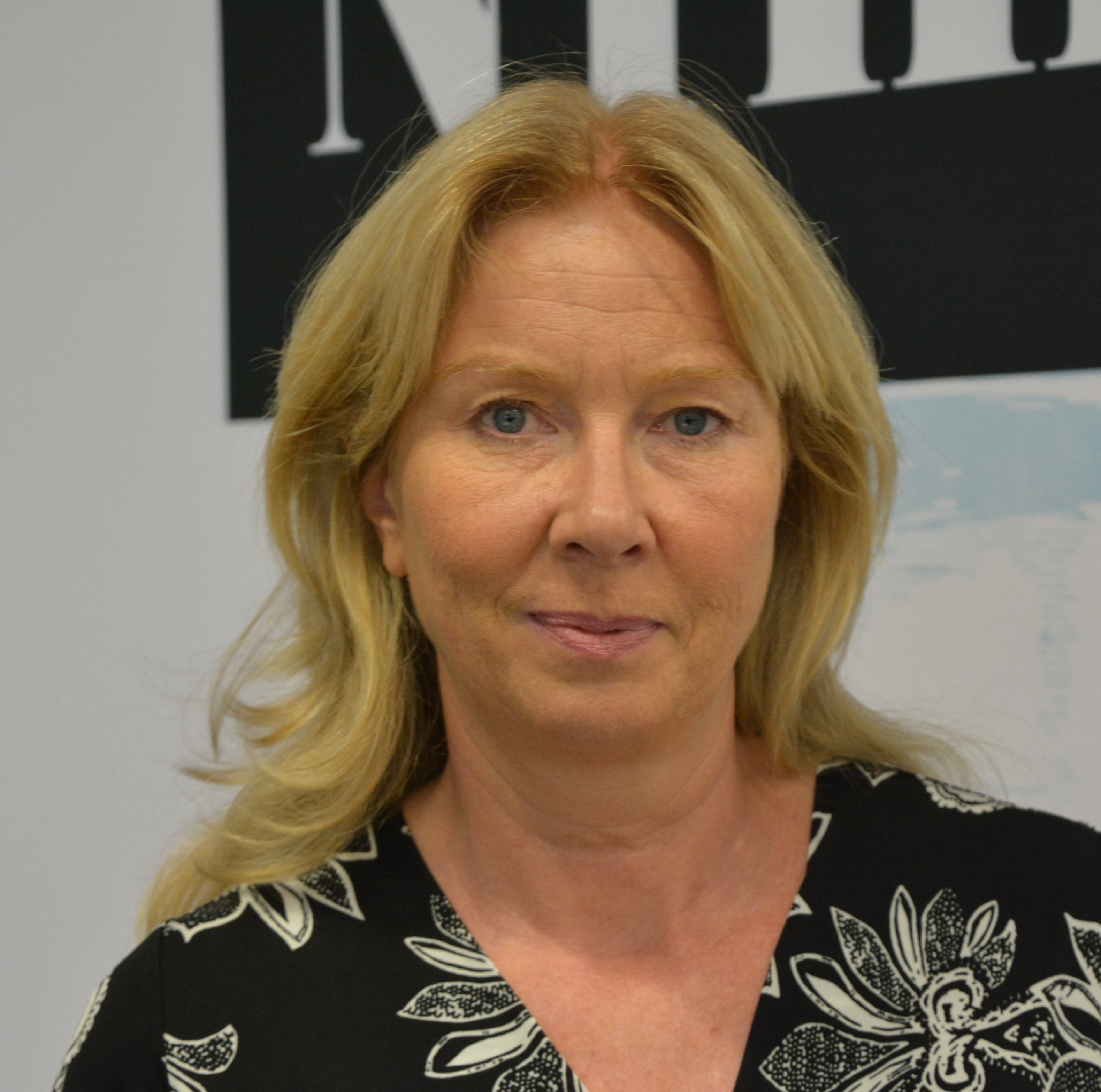
Åsa Beckman, redactor 1988-1990

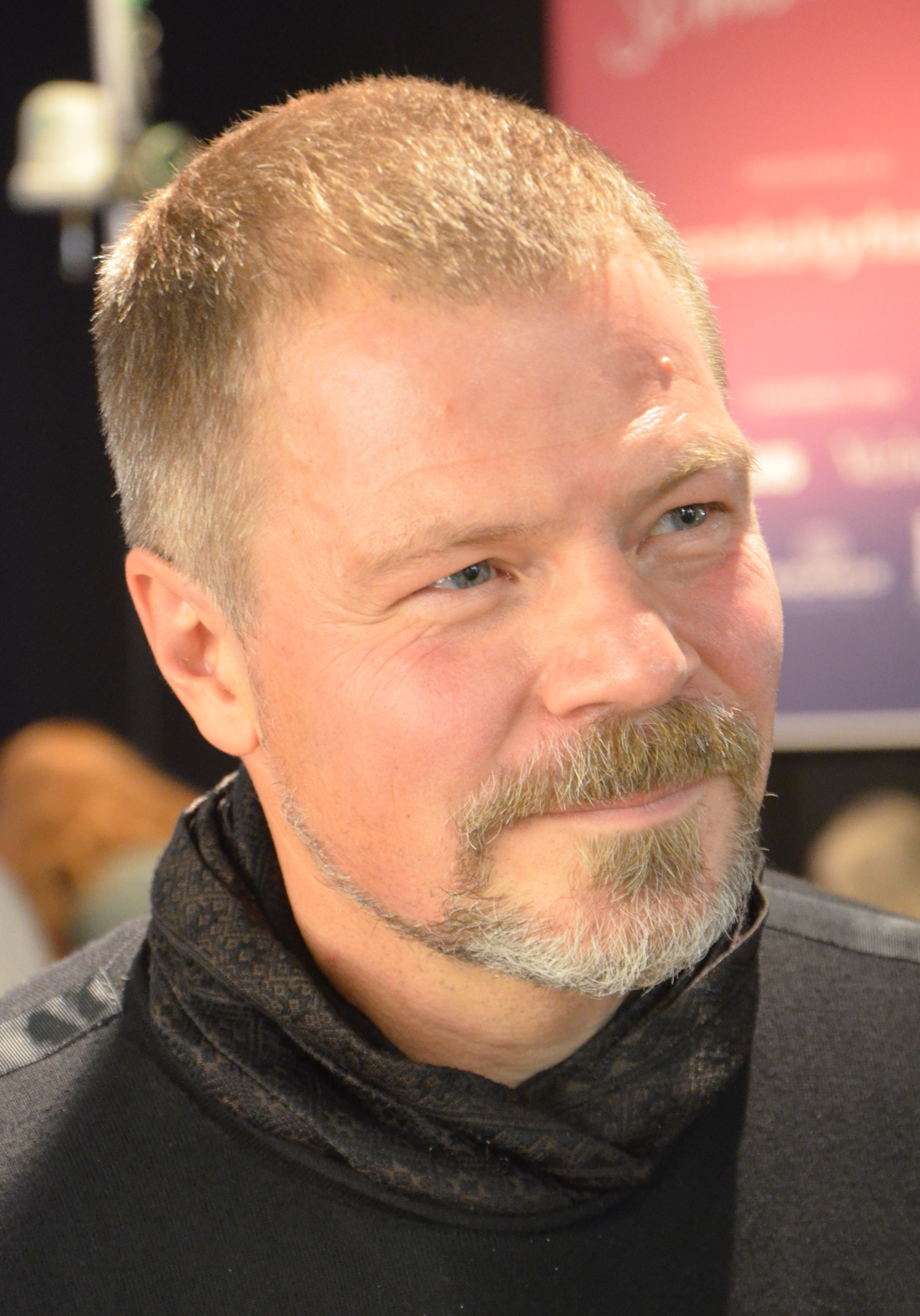
Kristoffer Leandoer, redactor 2002-2004 împreună cu Aase Berg

Bonniers litterära magasin (BLM), numită uneori „Blemman”, a fost o revistă literară suedeză. BLM a fost publicat în perioada 1932-2004, cu o pauză în anii 2000-2002, de către Albert Bonniers förlag.

## Istoric
Fondată în 1932, Bonniers Litterära Magasin a fost un element important în proiectul de transformare a companiei de familie Bonniers într-un grup media, care putea să încheie contracte de exclusivitate mai avantajoase cu tinerii scriitori. Bonniers a cumpărat în 1929 editura Åhlén & Åkerlunds förlag, care publica mai multe reviste. Primul redactor al BLM a fost tânărul istoric de artă Georg Svensson, care fusese anterior editorul revistei Natur och Kultur.
BLM a fost în cea mai mare parte a secolului al XX-lea o revistă suedeză importantă în materie de critică literară și semnalări de noi apariții literare. Până în anii 1970 apăreau zece numere pe an, inclusiv o ediție de vară pentru cele trei luni ale sezonului estival. Revista conținea contribuții literare, eseuri și studii privind literatura suedeză și străină, precum și recenzii de cărți. Erau recenzate, de asemenea, filme și spectacole de teatru, iar Harry Schein a fost critic al revistei pe aceste domenii între anii 1948 și 1956. Departamentul de recenzii a constituit o parte importantă a revistei încă de la început.
Revista a fost închisă în 1999, dar a fost relansată în ianuarie 2002. A fost închisă pentru a doua oară în aprilie 2004, după apariția a doar 14 numere. În perioada de publicare de la sfârșitul anilor 1990 și în perioada 2002-2004 revista a avut revista aproximativ 1.300 de abonați. Ea a fost publicată apoi în patru numere pe an.

## Conținut și stil
Primul număr din februarie 1932 a avut articole scrise de John Landquist, Marika Stiernstedt, Sven Stolpe, Agnes von Krusenstjerna, Rütger Essén, Waldemar Hammenhög, Artur Lundkvist, Louis Bromfield, Ansgar Roth (1879-1949), revistul revistei Georg Svensson și Sigfrid Svensson. Prețul unui număr era de o coroană, iar un abonament anual, cu zece numere, costa nouă coroane.

## Redactori
- Georg Svensson februarie 1932 – 1948
- Åke Runnquist 1949–1961
- Daniel Hjorth 1962–1966
- Lars Gustafsson 1962 – februarie 1972
  - Leif Zern 1966–1970
  - Jan Stolpe 1970–1971
- Theodor Kallifatides martie 1973 – 1976
- Hans Isaksson 1977–1984
  - Lars Grahn 1977–1982
- Lennart Hagerfors 1982–1987
- Ola Larsmo 1985–1990
  - Åsa Beckman 1988–1990
- Magnus Palm 1991
- Maria Schottenius 1992–1993
- Stephen Farran-Lee 1993–1996
- Astrid Trotzig 1997
- Jan Henrik Swahn 1997–1999
- nu a apărut în perioada 2000–2002
- Kristoffer Leandoer și Aase Berg 2002-2004